# Doreen Chanter
Doreen Chanter es una cantante británica famosa por su carrera como miembro del grupo Chanter Sisters. 

## Hermanas Chanter
En 1967, Chanter comenzó como miembro de un grupo llamado Chanters. Con su hermana Irene Chanter y sus cinco hermanos llegó a publicar 4 sencillos que no tuvieron mucho éxito. En 1968 las hermanas Chanter formaron un dúo, que se conoció inicialmente con el nombre de "Birds of a Feather".
El dúo publicó 4 sencillos entre 1967 y 1972, pero ninguno de ellos tuvo gran éxito. Su primer álbum fue "Birds of a Feather", con Elton John tocando el piano.
Long John Baldry les propuso unirse a su banda en 1973. El 1 de junio de 1974 presentaron un álbum en directo con Nico, Brian Eno, Kevin Ayers y John Cale, y aparecieron en el álbum de Chris Farlowe.
En 1976, Polydor lanzó su segundo álbum "First Flight", aunque no consiguió una gran repercusión. El grupo lanzó un nuevo álbum en 1978 con el sello Safari Records, que no consiguió colarse en la lista de éxitos.

## Carrera en solitario
En 1981, Chanter formó parte de un coro, en el que se encontraban también Phil Collins, Donovan, Sheena Easton, Bob Geldof, Midge Ure y Tom Robinson. Escribió también dos sencillos para Kiki Dee, que vieron la luz en 1981.
Colaboró - junto a su hermana - con Pink Floyd en los coros del tema Not Now John del disco The Final Cut de 1983, para luego girar junto a Roger Waters, ya convertido en solista, en sus giras de 1984 y 1987. Participó en una gira con Meat Loaf, banda telonera de Neverland Express en 1984-85 y también participó en la gira de Joe Cocker en 1984 y 1989. 
Durante los años 1990, Chanter participó en varios álbumes con Chris Farlowe y en un álbum de John Cale que se lanzó en 1994.
Además de sus muchas actuaciones, Doreen Chanter escribió también canciones memorables, entre las que se encuentran "Star" y "Midnight flyer".

## Otras páginas de interés
- Guía de la discografía de Doreen Chanter
- Página de Doreen Chanter

- Datos: Q954136